# Ulica Piaskowa we Wrocławiu
Ulica Piaskowa – jedna z głównych arterii średniowiecznego Wrocławia (fragment tzw. „szlaku bursztynowego”), prowadząca od wschodniej strony placu Nowy Targ na północ, do Bramy Piaskowej (zwanej też „Bramą Najświętszej Marii Panny”), i mostu Piaskowego; za nim trakt na północ wiedzie ulicą św. Jadwigi przez Wyspę Piasek do Wyspy Młyńskiej i mostów Młyńskich, a potem dalej na północ (do Milicza lub Trzebnicy) lub północny wschód (do Psiego Pola i dalej do Oleśnicy). Ulicą Piaskową biegnie także, poprzez Most Piaskowy (a za nim na wschód przez Most Tumski) droga z miasta na Ostrów Tumski i znajdującej się tam katedry św. Jana.
We wczesnym średniowieczu ulica była bezimienna, bądź określana jako „droga do katedry” albo „droga do bramy Panny Marii”; traktowana była wraz ze wschodnią pierzeją Nowego Targu jako jego część zwana też czasem Malerseite („stroną malarską” albo „między malarzami” bądź „pod malarzami”). W XVIII wieku pojawiła się dla tej ulicy nazwa Grosse Malergasse („Wielki Zaułek Malarski”), ale już pod koniec tego samego stulecia – Sandgasse („Zaułek Piaskowy”), później Sandstraße („ulica Piaskowa”).
Murowana zabudowa ulicy pojawiła się już w XIII wieku; na rok 1346 datowane są pierwsze wzmianki o znajdującej się tu siedzibie biskupów lubuskich, którą w 1511 wykupiła rada miejska, a następnie w 1519 nakazała przebudować na spichlerz i Arsenał Piaskowy. Po przeciwnej stronie ulicy swój dom miał pod koniec XV wieku książę Fryderyk I legnicki, a potem (do 1525) książę ziębicko-oleśnicki Karol I Podiebradowicz. Przy Grosse Malergasse (w lokalizacji ul. Piaskowej 1, przy skrzyżowaniu z dzisiejszą Purkyniego) mieściła się od 1621 roku mennica królewska.
Podczas oblężenia Festung Breslau w 1945 przy ulicy św. Jadwigi (będącej przedłużeniem Piaskowej), w podziemiach Biblioteki Uniwersyteckiej na Piasku, mieściła się od ostatnia kwatera dowództwa obrony twierdzy, przeniesiona tam w kwietniu 1945 z Liebichs Höhe (wzgórza Liebicha, obecnie Wzgórza Partyzantów). Ostrzał artyleryjski tego rejonu spowodował, że cała zabudowa ulicy Piaskowej (oprócz budynku nr 11, który mieścił siedzibę targowisk miejskich oraz żelbetowej Hali Targowej z 1908 roku) legła w gruzach. Bezpośrednio po zakończeniu wojny patronem ulicy został Piotr Włost, zmarły w 1153 roku palatyn Bolesława Krzywoustego. Rada miejska Wrocławia w grudniu 1951 zdecydowała jednak o nadaniu ulicy Piaskowej jej historycznej nazwy.
Nowe budynki tzw. osiedla Nowy Targ zbudowano wzdłuż ulicy Piaskowej do roku 1963. Pod koniec lat 60. XX wieku planowano znaczne poszerzenie ulicy i stworzenie tu międzymiastowej arterii przelotowej, ale plany te nie zostały zrealizowane. Obecnie ulicą przebiega wydzielona dwutorowa (i dwukierunkowa) linia tramwajowa, a ruch samochodowy odbywa się dwupasmową, ale jednokierunkową jezdnią z północy na południe. W roku 2019 wrocławski Zarząd Dróg i Utrzymania Miasta dokończył w ciągu ulicy Piaskowej wydzielenie ścieżki rowerowej